# Rheni(III) chloride
Rheni trichloride, hay trirheni nonachloride là một hợp chất vô cơ với công thức hóa học ReCl3 và công thức khác đôi khi cũng được viết là Re3Cl9. Hợp chất này là một chất rắn hút ẩm màu đỏ đậm không tan trong dung môi thông thường. Hợp chất này rất quan trọng trong lịch sử hóa học vô cơ như là một ví dụ ban đầu của một hợp chất cụm với các liên kết kim loại – kim loại. Nó được sử dụng làm vật liệu ban đầu để tổng hợp các phức hợp rheni khác.

## Điều chế
Hợp chất này được phát hiện vào năm 1932, mặc dù ban đầu hợp chất không xác định được cấu trúc nào đáng chú ý. Trirheni nonachloride được điều chế có hiệu quả bằng cách nhiệt phân hợp chất rheni pentachloride hoặc acid hexachlororhenic(IV) (H2ReCl6):
ReCl5 → ReCl3 + Cl2↑
Ngoài ra, còn có phương pháp tổng hợp khác bao gồm cho nguyên tố rheni tác dụng với sulfuryl chloride. Quá trình này đôi khi được thực hiện với việc bổ sung nhôm chloride. Hợp chất này cũng thu được bằng cách đun nóng hợp chất Re2(O2CCH3)4Cl2 với HCl:
3⁄2Re2(O2CCH3)4Cl2 + 6HCl → Re3Cl9 + 6HO2CCH3
Phản ứng giữa penta- và trichloride sẽ tạo ra tetrachloride:
3 ReCl5 + Re3Cl9 → 6 ReCl4

## Hợp chất khác
ReCl3 khi hòa tan trong dung dịch amoni hydroxide (NH3 trong nước) sẽ tạo kết tủa màu tím đỏ, nếu hòa tan muối trong một lượng nhỏ dung dịch này sẽ tạo màu xanh dương. Từ dung dịch này có thể phân lập các phức ReCl3·6NH3, ReCl3·7NH3 và ReCl3·14NH3. Phức ReCl3·3NH3 cũng được biết đến, có màu tím đậm.
ReCl3 còn tạo một số hợp chất với CS(NH2)2, như ReCl3·6CS(NH2)2·4H2O là tinh thể đỏ, d = 1,96 g/cm³.